# The Springfield Files
«The Springfield Files» (рус. Спрингфилдские материалы) — десятая серия восьмого сезона мультсериала «Симпсоны», премьера которого состоялась 12 января 1997 года. В этот эпизод были приглашены Леонард Нимой — на роль самого себя, и актёры Дэвид Духовны и Джиллиан Андерсон на роли агентов ФБР Фокса Малдера и Даны Скалли соответственно.

## Сюжет
Эпизод начинается с телешоу, в котором Леонард Нимой пересказывает из книги правдивую историю (хотя почти сразу же утверждает, что эта история — выдумка) об инопланетянах «в маленьком городке под названием Спрингфилд». Гомер сбегает с работы, подключив к видеокамере повторяющуюся запись, и к вечеру выпивает в таверне у Мо больше десяти бутылок пива «Красный клещ». Проверившись на алкотестере, Гомер решает отправиться домой пешком. На улице уже стемнело, и Гомеру становится страшно — внезапно он натыкается на светящуюся фигуру в белом, которая произносит «Не бойтесь!» Перепуганный Гомер возвращается домой далеко за полночь, но ни семья, ни полиция не верят в его встречу с инопланетянином, считая, что Гомер просто перепил пива.
Вскоре в ФБР агенты Малдер и Скалли натыкаются на заметку в газете, о том, что «human blimp sees flying saucer» (человек-дирижабль видел летающую тарелку), и решают расследовать это дело. Гомера допрашивают, проверяют на детекторе лжи, заставляют опознавать пришельцев, но всё это не даёт результатов, и агенты решают воссоздать ситуацию, в которой Гомер встретился с пришельцем. Гомер снова напивается в баре, вместе с агентами Малдером и Скалли отправляется к месту встречи с пришельцем — но не находит никого, кроме Эйба Симпсона, у которого черепаха украла вставную челюсть, и Мо с сообщниками, которые тащат куда-то косатку.
Расстроенного Гомера подбадривает Барт, и они вдвоём отправляются в лесок искать инопланетянина. Через некоторое время к их костру выходит фигура в белом и произносит «Я пришёл с миром». Гомер собирается поприветствовать её в ответ, но наступает ногой в костёр, своими криками пугает пришельца, и тот скрывается за деревьями. Но Барт снимал пришельца на камеру, и у Гомера теперь есть доказательство.
На этом Леонард Нимой закрывает книгу, и говорит «Таким образом, этот простой человек доказал нам, что мы не одиноки во вселенной», и желает всем спокойной ночи. Но оператор Джереми Питерсон (он же Подросток со Скрипучим Голосом) напоминает ему, что у них ещё десять минут эфира. Леонард сбегает из студии, и повествование продолжает сам Джереми.
После показанного по телевизору сюжета о пришельце Гомер становится знаменитым, и жители Спрингфилда собираются, чтобы встретить инопланетянина. Пришелец снова появляется, и жители Спрингфилда решают напасть на него. Но Лиза не дает им сделать этого — она светит фонариком на пришельца и поясняет, что это никакой не пришелец. Подбежавший Вэйлон Смитерс поясняет, что это просто мистер Бернс после еженедельных медицинских процедур. Тем временем пришедший в себя мистер Бернс поясняет, что светится он из-за постоянной радиации на АЭС. После этого все, обнявшись, поют.

## Интересные факты и культурные отсылки
- Название серии пародирует название сериала «The X-Files» («Секретные материалы»).
- Агенты Фокс Малдер и Дана Скалли являются главными героями сериала «Секретные материалы».
- Видеоигра за 40 монет, в которую играет Милхаус — это намёк на фильм «Водный мир».
- Струнный оркестр, который встречает Гомер по дороге домой, играет композицию из триллера «Психо» Альфреда Хичкока.
- Композиция, которая звучит во время встречи Гомера с инопланетянином — это вариация саундтрека к сериалу «Секретные материалы».
- Инопланетяне, среди которых Гомер опознает «своего» пришельца — это (слева направо) Марвин Марсианин из мультсериала Looney Tunes (первое появление в Симпсонах), робот Горт из фильма «День, когда остановилась Земля», Чубакка, Альф и Кэнг (или Кодос).
- В сцене, где Гомера проверяют на детекторе лжи, в углу видно человека с сигаретой — это Курильщик, ещё один персонаж сериала «Секретные материалы».
- Фраза «All work and no play makes Jack a dull boy», повторяющаяся до бесконечности — это отсылка к фильму «Сияние» Стенли Кубрика.
- Лягушки на болоте, квакающие «Bud… Weis… Er», и съедаемые крокодилом — это пародия на рекламу пива Budweiser 1995 года. В чешской озвучке после съедения лягушки кричат «Пльзень!» (отсылка к пльзеньскому пиву). Во французской же озвучке реплики полностью заменены: лягушки квакают «Kro… nen… burg» (Кроненбург — французский бренд пива, разливаемый в Страсбурге), а после съедения кричат «Heineken!».
- Нервный импульс после того, как Гомера ударили молоточком по колену, он почувствовал через 2 часа 10 минут после удара.
- В серии так и осталось непонятно, что стало с Дедушкой в лесу и Мо с косаткой.
- Самая высшая стадия опьянения на алкотестере Мо называется Борис Ельцин. Возможно, это является отсылкой на скандал в 1989 году. Б. Н. Ельцин, приглашённый в США, якобы выступал в пьяном виде. Однако сам Ельцин объяснил это тем, что, страдая от бессонницы, принял слишком много снотворного.
- Фотография в удостоверении Фокса Малдера выглядит достаточно странно (если фотографию почти голого агента можно считать странной). Возможно, отсылка к фильму "Дневники Красной Туфельки".
- На стене в кабинете агентов висит портрет Эдгара Гувера, директора ФБР, изображенного в розовой ночной рубашке и фиолетовых туфлях. Это является отсылкой к популярным городским легендам США о скрытом гомосексуализме Гувера, а также о многолетнем шантаже Гувера итальянской мафией с использованием его фотографии в женском платье.
- В сцене на АЭС, когда Гомер рассказывает о фильме про «автобус, который ездил по городу со скоростью 50 миль в час, если бы скорость упала, он бы взорвался». Отсылка к фильму «Скорость» 1994 года выпуска.